# Dart (Kingston-on-Thames)
Dart is een historisch Brits motorfietsmerk.
De bedrijfsnaam was Frank Baker, Kingston-upon-Thames.
De eigenaar van Dart is niet te verwarren met Frank Baker van de merken Precision en Baker. Dart bouwde van 1901 tot 1906 2½ pk MMC- en Minerva-inbouwmotoren in eigen frames.